# ركلوزة
رُكْلُوزَة هو جنس من الحلزونات البحرية السطحية في عائلة القواقع الدرج اللولبية. أنواعها المعروفة قليلة العدد منتشرة في معظم بحار البلاد الحارة. ملجنها الحياتي جماعي. أسرابها وافرة العدد. أصدافها رقيقة صغيرة القد بطنية محلزنة الأعقاب بحرية اللون أو زرقاء.